# Huskies de Toronto
Les Huskies de Toronto (en anglais Toronto Huskies) sont une équipe de basket-ball de la BAA (ancêtre de la NBA) fondée en 1946 et disparue dès 1947. 

## Historique
Le premier match de la BAA oppose les Huskies aux Knicks de New York au Canada le 1er novembre 1946.
La NBA ne fut de retour dans la ville canadienne qu'en 1994 avec les Raptors de Toronto. 
Le husky est un chien du Nord canadien, alors que les Raptors font référence aux dinosaures, mis en vedette par le cinéma.

## Entraineurs successifs
La saison fut agitée, l'équipe ayant eu quatre entraîneurs successifs :
- Ed Sadowski 1946
- Lew Hayman (en) 1946
- Dick Fitzgerald (en) 1946
- Robert Rolfe (en) 1946-1947

Mais ils atteignirent néanmoins les éliminatoires avec un bilan de 22 victoires et 38 défaites (36,7 % de victoires)